# Lista de prêmios e indicações recebidos por Grimes
Grimes é um cantora, compositora, produtora musical e artista visual canadense. Ela recebeu vários prêmios e indicações por seu trabalho em cada uma das áreas mencionados acima. Grimes ganhou destaque no início de 2010, recebendo múltiplas honras por seu trabalho como artista de gravação. Seu terceiro álbum de estúdio, Visions (2012), ganhou o prêmio de Álbum Eletrônico do Ano no Juno Awards de 2013, e ela recebeu muitas indicações por seu trabalho como diretora no vídeo do segundo single do álbum "Oblivion", e mais indicações de vídeos para o segundo single de Visions, "Genesis" e o single sem álbum "Go". Ela continuou a receber honras com o lançamento de seu quarto álbum de estúdio, Art Angels (2015), ganhando Vídeo do Ano por "Kill V. Maim" e "Venus Fly", no Juno Awards de 2017 e 2018, respectivamente.

## A2IM Libera Awards
O A2IM Libera Awards é dedicado a celebrar músicos independentes de todos os gêneros, criado por Richard James Burgess. Grimes recebeu um prêmio.
| Ano  | Indicação / Trabalho | Categoria    | Resultado | Ref.  |
| ---- | -------------------- | ------------ | --------- | ----- |
| 2016 | "Kill V. Maim"       | Vídeo do Ano | Venceu    | [ 3 ] |

## Antville Music Video Awards
O Antville Music Video Awards é um prêmio anual online que reconhece os melhores videoclipes do ano passado. Grimes recebeu três indicações.
| Ano  | Indicação / Trabalho | Categoria          | Resultado | Ref.  |
| ---- | -------------------- | ------------------ | --------- | ----- |
| 2012 | "Oblivion"           | Vídeo do Ano       | Indicado  | [ 3 ] |
| 2012 | "Oblivion"           | Melhor coreografia | Indicado  | [ 3 ] |
| 2012 | "Oblivion"           | Melhor performance | Indicado  | [ 3 ] |

## Best Art Vinyl
O prêmio Best Art Vinyl é concedido desde 2005 pela Art Vinyl Ltd para a melhor capa de álbum do ano passado. O prêmio é julgado pelo voto do público de uma lista de 50 indicações da indústria musical e especialistas em design gráfico.
| Ano  | Indicação / Trabalho | Categoria      | Resultado | Ref.  |
| ---- | -------------------- | -------------- | --------- | ----- |
| 2020 | Miss Anthropocene    | Best Vinyl Art | Indicado  | [ 5 ] |

## Harper's Bazaar Women of the Year Awards
O Harper's Bazaar Women of the Year Awards é realizado para celebrar as mulheres na moda. Grimes recebeu um prêmio.
| Ano  | Indicação / Trabalho | Categoria             | Resultado | Ref.  |
| ---- | -------------------- | --------------------- | --------- | ----- |
| 2016 | Grimes               | Músico do Ano de 2016 | Venceu    | [ 7 ] |

## Canadian Independent Music Awards
O Canadian Independent Music Awards é realizado para celebrar músicos independentes canadenses e internacionais, realizado durante a Canadian Music Week. Grimes recebeu uma indicação.
| Ano  | Indicação / Trabalho  | Categoria     | Resultado | Ref.  |
| ---- | --------------------- | ------------- | --------- | ----- |
| 2017 | "Flesh Without Blood" | Single do Ano | Indicado  | [ 9 ] |

## GAFFA Awards
O GAFFA Awards (Dinamarquês: GAFFA Prisen) são concedidos desde 1991 pela revista dinamarquesa de mesmo nome no campo da música popular.
| Ano  | Indicação / Trabalho | Categoria                     | Resultado | Ref.   |
| ---- | -------------------- | ----------------------------- | --------- | ------ |
| 2021 | Ela mesma            | Melhor Ato Solo Internacional | Indicado  | [ 10 ] |
| 2021 | Miss Anthropocene    | Melhor Álbum Internacional    | Indicado  | [ 10 ] |

## Hungarian Music Awards
O Hungarian Music Awards é o premiação nacional de música da Hungria, realizado todos os anos desde 1992 e promovido por Mahasz.
| Ano  | Indicação / Trabalho | Categoria                           | Resultado |
| ---- | -------------------- | ----------------------------------- | --------- |
| 2021 | Miss Anthropocene    | Melhor Álbum Eletrônico Estrangeiro | Indicado  |

## iHeartRadio Much Music Video Awards
O iHeartRadio Much Music Video Awards é uma premiação anual apresentada pelo canal de televisão canadense Much para homenagear os melhores videoclipes do ano. Grimes recebeu um prêmio de nove indicações.
| Ano  | Indicação / Trabalho                            | Categoria                 | Resultado | Ref.   |
| ---- | ----------------------------------------------- | ------------------------- | --------- | ------ |
| 2013 | "Genesis"                                       | Vídeo de Dança do Ano     | Indicado  | [ 13 ] |
| 2015 | "Go"                                            | Vídeo do Ano              | Indicado  | [ 14 ] |
| 2015 | "Go"                                            | Melhor Pós-Produção       | Indicado  | [ 14 ] |
| 2015 | "Go"                                            | Melhor Diretor            | Indicado  | [ 14 ] |
| 2016 | "Flesh Without Blood"                           | Vídeo do Ano              | Indicado  | [ 15 ] |
| 2016 | "Flesh Without Blood"                           | Melhor Diretor            | Indicado  | [ 15 ] |
| 2017 | "Venus Fly" (com participação de Janelle Monáe) | Melhor Vídeo de EDM/Dance | Venceu    | [ 16 ] |
| 2017 | "Venus Fly" (com participação de Janelle Monáe) | Melhor Vídeo Pop          | Indicado  | [ 16 ] |
| 2017 | "Venus Fly" (com participação de Janelle Monáe) | Vídeo Favorito dos Fãs    | Indicado  | [ 16 ] |

## International Dance Music Awards
O International Dance Music Awards é realizado como parte da Winter Music Conference em Miami Beach, Flórida, para reconhecer e homenagear realizações excepcionais em 57 categorias de prêmios. Grimes recebeu duas indicações.
| Ano  | Indicação / Trabalho  | Categoria                                 | Resultado | Ref.   |
| ---- | --------------------- | ----------------------------------------- | --------- | ------ |
| 2016 | "Flesh Without Blood" | Melhor Faixa Alternativa/Indie Rock Dance | Indicado  | [ 18 ] |
| 2016 | Grimes                | Melhor Artista Revelação (Solo)           | Indicado  | [ 18 ] |

## Juno Awards
O Juno Awards é realizado anualmente para celebrar o melhor dos músicos canadenses. Grimes ganhou quatro prêmios de cinco indicações.
| Ano  | Indicação / Trabalho | Categoria                           | Resultado | Ref.   |
| ---- | -------------------- | ----------------------------------- | --------- | ------ |
| 2013 | "Visions"            | Álbum Eletrônico do Ano             | Venceu    | [ 20 ] |
| 2013 | Grimes               | Artista Revelação do Ano            | Venceu    | [ 20 ] |
| 2017 | "Art Angels"         | Álbum Alternativo do Ano            | Indicado  | [ 21 ] |
| 2017 | "Art Angels"         | Melhor Embalagem de Gravação do Ano | Indicado  | [ 21 ] |
| 2017 | "Kill V. Maim"       | Vídeo do Ano                        | Venceu    | [ 22 ] |
| 2018 | "Venus Fly"          | Vídeo do Ano                        | Venceu    | [ 22 ] |

## NME Awards
O NME Awards é uma premiação anual de música no Reino Unido, fundada pela revista de música NME. Grimes foi indicado a cinco prêmios.
| Ano  | Indicação / Trabalho      | Categoria                         | Resultado | Ref.   |
| ---- | ------------------------- | --------------------------------- | --------- | ------ |
| 2013 | Grimes                    | Melhor Artista Solo               | Indicado  | [ 23 ] |
| 2013 | "Oblivion"                | Melhor Vídeo Musical              | Indicado  | [ 23 ] |
| 2014 | actuallygrimes.tumblr.com | Melhor Blog ou Twitter de Banda   | Indicado  | [ 24 ] |
| 2016 | Grimes                    | Melhor Artista Solo Internacional | Indicado  | [ 25 ] |
| 2016 | Art Angels                | Melhor Álbum                      | Indicado  | [ 25 ] |

## Polaris Music Prize
O Polaris Music Prize é um prêmio de música concedido anualmente ao melhor álbum canadense com base no mérito artístico, independentemente do gênero, vendas ou gravadora. Grimes foi indicada duas vezes.
| Ano  | Indicação / Trabalho | Categoria                      | Resultado | Ref.   |
| ---- | -------------------- | ------------------------------ | --------- | ------ |
| 2012 | Visions              | Melhor Álbum do Canadá de 2012 | Indicado  | [ 27 ] |
| 2016 | Art Angels           | Melhor Álbum do Canadá de 2016 | Indicado  | [ 28 ] |

## Rober Awards Music Prize
| Ano  | Indicação / Trabalho | Categoria          | Resultado | Ref.   |
| ---- | -------------------- | ------------------ | --------- | ------ |
| 2020 | Ela mesma            | Melhor Artista Pop | Indicado  | [ 29 ] |

## UK Music Video Awards
O UK Music Video Awards é uma celebração anual dos melhores em vídeos musicais. Grimes recebeu duas indicações.
| Ano  | Indicação / Trabalho | Categoria                                | Resultado | Ref.   |
| ---- | -------------------- | ---------------------------------------- | --------- | ------ |
| 2012 | "Oblivion"           | Melhor Vídeo Alternativo – Internacional | Indicado  | [ 31 ] |
| 2020 | "Cry" (com Ashnikko) | Melhor Vídeo Pop – GB                    | Indicado  | [ 32 ] |

## Webby Awards
O Webby Awards é um prêmio de excelência na Internet apresentado anualmente pela Academia Internacional de Artes e Ciências Digitais. Grimes recebeu um prêmio de duas indicações.
| Ano  | Indicação / Trabalho    | Categoria                     | Resultado | Ref.   |
| ---- | ----------------------- | ----------------------------- | --------- | ------ |
| 2013 | Grimes                  | Artista do Ano                | Venceu    | [ 34 ] |
| 2017 | Art Angel (Documentary) | Vídeo & Filme Online - Música | Indicado  | [ 35 ] |